# Gerda van der Kade-Koudijs
Gerda Johanna Marie van der Kade-Koudijs (Róterdam, 29 de octubre de 1923 - Almelo, 19 de marzo de 2015) fue una atleta neerlandesa, campeona olímpica en Londres 1948.
En el Campeonato Europeo de Atletismo de 1946 celebrado en Oslo (Noruega) ganó dos medallas de oro. La primera medalla la ganó en salto de longitud con un salto de 5,67 metros. Dos días después, ganó su segunda medalla de oro en el relevo 4 × 100 metros junto a Nettie Witziers-Timmer, Martha Adema y Fanny Blankers-Koen, entre las cuatro lograron un tiempo de 47,8 segundos. También participó en la final de los 100 metros terminando en sexta posición con un tiempo de 12,4 segundos.
En los Juegos Olímpicos de 1948 celebrados en Londres (Reino Unido) consiguió su mayor éxito deportivo al ganar la medalla de oro en el relevo 4 × 100 metros junto a Xenia Stad-de Jong, Nettie Witziers-Timmer y Fanny Blankers-Koen, en una final bastante reñida donde las neerlandesas lograron un tiempo de 47,5 segundos, quedando por delante de las australianas (47,6 segundos) y las canadienses (47,8 segundos). En salto de longitud terminó cuarta con un salto de 5,570 metros, por medio centímetro no ganó la medalla de bronce que fue para la sueca Ann-Britt Leyman con un salto de 5,575 metros. También participó en los 80 metros vallas pero fue eliminada en semifinales.